# Контенто, Диего
Диего Армандо Контенто (итал. Diego Armando Contento; род. 1 мая 1990, Мюнхен, ФРГ) — немецкий футболист, левый защитник.

## Карьера
Диего Контенто находился в клубной системе «Баварии» с пятилетнего возраста. В 13 лет его пригласили в клуб «Бавария II» в роли защитника. За футбольный клуб «Бавария II» Контенто играл 2 года, и 13 января 2010 года ему предложил профессиональный договор главный клуб «Бавария».
Дебют Контенто состоялся в матче «Бавария» — «Ред Булл Зальцбург» (вышел на замену на 58 минуте). Первым официальным матчем для Диего стал матч Кубка Германии, где «Бавария» встречалась с «Гройтер Фюртом». Диего, закрепившийся в основном составе, успел сыграть в 4 матчах Лиги чемпионов, но в 1/8 финала не участвовал из-за травмы, полученной в матче с «Кёльном».
Контракт Диего с «Баварией» был продлён до 2013 года.
Дабы иметь больше игровой практики, в начале сезона 2014/15 французской лиги перешел в «Бордо». 11 августа 2014 года с клубом был подписан четырёхлетний контракт, по истечении которого на правах свободного агента Контенто присоединился к вернувшейся в первую Бундеслигу «Фортуне». Контракт с «Фортуной» у Контенто действовал до 2020 года.
В сезоне 2020/21 Диего присоединился к немецкому клубу «Зандхаузен». 

## Сборная
Контенто играл в молодёжной сборной Германии с 17 лет на позиции левого защитника.

## Достижения
«Бавария»
- Чемпион Германии (3): 2009/10, 2012/13, 2013/14
- Обладатель Кубка Германии (3): 2009/10, 2012/13, 2013/14
- Обладатель Суперкубка Германии (2): 2010, 2012
- Победитель Лиги чемпионов: 2012/13
- Обладатель Суперкубка УЕФА: 2013
- Победитель Клубного чемпионата мира: 2013
- Победитель Telekom-Cup: 2013
- Итого: 12 трофеев

## Личная жизнь
Диего — сын итальянских иммигрантов, но родился и вырос он в Германии. Поэтому у него был выбор: либо играть за сборную Германии, либо за Италию.
У левого защитника «Бордо» есть два брата — Винченцо и Доменико. Они тоже учились в академии мюнхенского клуба.
Контенто был назван Диего Армандо в честь Диего Марадоны.